# 細木数子の人生ダメだし道場
『細木数子の人生ダメだし道場』（ほそきかずこのじんせいだめだしどうじょう）はフジテレビ系列で2004年4月7日・カスペ!枠では8月17日・10月22日に放送された細木数子の冠番組で特番・占いバラエティ番組。

## 概要
細木がゲストの家相や人生を占い、アドバイス。料亭で行われた。第3回の放送は過去2回の総集編だった。
元々は「ネプリーグ」で当時行っていたコーナーを独立させ、特番用に仕立てたものであった。
2004年11月5日から、「幸せって何だっけ 〜カズカズの宝話〜」（毎週金曜19:57～20:54）として内容をリニューアルしてレギュラー化され、ネプチューンの3人もレギュラー出演。2008年3月まで放送された。

## 番組タイトル
- 2004年4月7日放送　-　「細木数子の人生ダメだし道場スペシャル」
- 2004年8月17日放送　-　「カスペ! 細木数子の人生ダメだし道場 PART-2～あなたは何故生きるのか?～」
- 2004年10月22日放送　-　「カスペ! 細木数子の人生ダメだし道場 六星占術の極意一挙公開スペシャル」

## 出演者
- 細木数子
- ネプチューン
  - 名倉潤（金星人＋）
  - 原田泰造（天王星人＋）
  - 堀内健（木星人－）
- 細貝数の子

## いままでのゲスト出演者
男性
- 勝俣州和
- KABA.ちゃん
- 西城秀樹
- 速水もこみち
- 保坂尚輝
- 細川茂樹

女性
- 井森美幸
- 小倉優子
- 熊田曜子
- 沢田亜矢子
- 高島彩（フジテレビアナウンサー）
- 千秋
- 千野志麻（元・フジテレビアナウンサー、現在フリーアナウンサー）
- 松本明子

など

## スタッフ
- 制作 : 吉田正樹
- チーフプロデューサー : 宮道治朗
- ナレーター : 佐藤アサト
- 制作協力 : 日本テレワーク
- 製作 : フジテレビバラエティ制作センター